# Stellan Rye
Stellan Rye (Randers, 4 luglio 1880 – Ypres, 14 novembre 1914) è stato un regista e sceneggiatore danese naturalizzato tedesco, noto soprattutto per la pellicola Lo studente di Praga.

## Biografia
Nato in Danimarca, dopo una breve permanenza nell'esercito danese in qualità di ufficiale, si diede alla scrittura di commedie teatrali tra il 1907 ed il 1908 per il Dagmar Theater di Copenaghen. Di tendenze omosessuali, Rye conobbe lo scrittore danese Herman Bang, anch'egli omosessuale ed isolato per questo dalla società del tempo, stringendo con lui una forte amicizia. Proprio a causa della sua omosessualità Rye venne arrestato l'11 marzo 1911 e imprigionato per tre mesi, dopo i quali fu estromesso dall'esercito danese e costretto a lasciare Copenaghen.
Nel 1912 diresse come regista cinematografico l'opera di Wilhelm Gluckstadt Det blaa Blod, una delle pellicole danesi più importanti dell'epoca, prodotto dalla casa cinematografica Danmark Filmfabrik. Dietro invito dello scrittore e poeta tedesco Hanns Heinz Ewers, si trasferì a Berlino per dirigere la trasposizione cinematografica del suo capolavoro letterario Lo studente di Praga (Der Student von Prag) nel 1913, con Paul Wegener e Lyda Salmonova. Alcune tecniche e i temi romantici e cupi della pellicola, quali lo sdoppiamento della personalità e la violenza del destino, saranno poi ripresi dall'Espressionismo tedesco che sarà di lì a poco a venire.
Con le successive pellicole, tuttavia, Rye non riuscì a mantenere alto il suo tono espressivo e tecnico. Nel 1914 diresse la pellicola La casa senza finestre (Das Haus ohne Fenster), mentre la pellicola successiva La figlia del re degli elfi (Erlkönigs Tochter) dello stesso anno venne proibito dalla censura tedesca per i suoi eccessivi toni macabri.
Il regista nel 1914, dopo essersi arruolato nell'esercito tedesco durante la prima guerra mondiale, venne colpito sul fronte occidentale e morì per le ferite riportate in un ospedale da campo francese ad Ypres (Belgio) il 14 novembre a soli 34 anni.

## Filmografia

### Regista
- Lo studente di Praga (Der Student von Prag), co-regia Paul Wegener (1913)
- ...denn alle Schuld rächt sich auf Erden (1913)
- Die Eisbraut (1913)
- Die Augen des Ole Brandis (1913)
- Der Verführte, co-regia di Max Obal e Carl Ludwig Schleich (1913)
- Die Goldene Fliege (1914)
- Kadra Sâfa (1914)
- Evinrude (1914)
- Ein Sommernachtstraum in unserer Zeit (1914)
- Bedingung - Kein Anhang! (1914)
- Der Flug in die Sonne (1914)
- Der Ring des schwedischen Reiters (1914)
- Gendarm Möbius (1914)
- La figlia del re degli elfi (Erlkönigs Tochter) (1914)
- Der Prinzenraub (1914)
- Das Haus ohne Tür (1914)

### Sceneggiatore (parziale)
- Det Blaa Blod, regia di Vilhelm Glückstadt (1912)
- Ein Sommernachtstraum in unserer Zeit, regia di Stellan Rye (1914)
- Der Flug in die Sonne, regia di Stellan Rye (1914)
- Der Ring des schwedischen Reiters, regia di Stellan Rye (1914)
- Gendarm Möbius, regia di Stellan Rye (1914)
- La figlia del re degli elfi (Erlkönigs Tochter), regia di Stellan Rye (1914)